# 蒙蒿子
蒙蒿子（学名：Anaxagorea luzonensis）是番荔枝科蒙蒿子属的植物。其种加词“luzonensis”意为“菲律宾吕宋岛的”。分布于越南、斯里兰卡、印度、柬埔寨、老挝、泰国、印度尼西亚、菲律宾以及中国大陆的广东、广西等地，生长于海拔800米的地区，多生于中海拔山地密林中，目前尚未由人工引种栽培。

## 别名
长柄灯台树（海南保亭）